# Óscar Zambrano
Óscar Steven Zambrano Preciado, plus connu comme Óscar Zambrano, né le 20 avril 2004 à Santo Domingo en Équateur, est un footballeur international équatorien. Il évolue au poste de milieu défensif à LDU Quito.

## Biographie

### En club

#### Enfance
Óscar Zambrano naît le 20 avril 2004 à Santo Domingo, il vit dans une famille nombreuse (il est le plus jeune de ses six frères et sœurs) qui n'a pas énormément de moyens mais où le football est central. Son grand frère, Jéfferson Preciado, a notamment joué dans quelques clubs de première et deuxième division équatorienne. 
Il commence le football dans l'école de formation Jaipadida qui se trouve dans sa ville natale et qui a aussi formé d'autres joueurs professionnels comme par exemple Moisés Caicedo, avec qui Zambrano a déjà joué dans les équipes de jeunes du Colorados SC. Il y joue jusqu'à ses 12 ans avant d'intégrer le centre de formation du LDU Quito, l'un des plus grands clubs du pays. Il passe ensuite une année à l'América de Quito pour finalement revenir et définitivement terminer sa formation au LDU Quito.

#### LDU Quito(depuis 2022)
Il commence à impressionner en réserve en 2021, ce qui lui permet d'être appelé trois fois en équipe première par l'entraîneur Pablo Marini à l'occasion de matchs de Serie A face au Manta FC, l'Independiente del Valle et le Técnico Universitario, tout ceci à seulement 17 ans. Cependant, il ne participe à aucun de ces matchs.
En février 2022, il impressionne en Copa Libertadores des moins de 20 ans et commence à attirer l'œil de clubs européens comme par exemple l'Ajax Amsterdam où Oscar Zambrano passera un stage de quelques semaines non concluant mais qui lui permet d'être remarqué par des recruteurs à travers le monde. Quelques semaines après son stage, il est appelé en équipe première par le nouvel entraîneur intérimaire du LDU Quito, Edison Méndez, et joue son premier match professionnel en tant que titulaire le 10 avril 2022 à l'occasion de la 7e journée de Serie A face au Cumbayá FC. Le LDU Quito finit par gagner la rencontre 2 à 0, Oscar Zambrano sort lui à la 58e minute de jeu.
Óscar enchaîne ensuite les minutes de jeu, d'autant plus avec le nouvel entraîneur Luis Zubeldía qui lui offre énormément de minutes concluantes lui permettant finalement de devenir un titulaire régulier et à attirer l'intérêt de clubs étrangers. En 2023, il devient un membre important de l'équipe première et participe aux succès du LDU Quito en Serie A et en Copa Sudamericana.

### En sélection
En janvier 2023, Óscar Zambrano est appelé en équipe nationale des moins de 20 ans pour participer au Championnat de la CONMEBOL des moins de 20 ans pour défendre le titre de l'Équateur. L'Équateur finit à la quatrième place de la compétition mais reçoit par la même occasion une place pour la Coupe du monde des moins de 20 ans 2023.

## Statistiques
| Saison                | Club                  | Championnat           | Championnat | Championnat | Coupe(s) nationale(s) | Coupe(s) nationale(s) | Compétition(s) continentale(s) | Compétition(s) continentale(s) | Compétition(s) continentale(s) | Total | Total |
| Saison                | Club                  | Division              | M.          | B.          | M.                    | B.                    | Comp.                          | M.                             | B.                             | M.    | B.    |
| 2022                  | LDU Quito             | Serie A               | 13          | 1           | 2                     | 0                     | CS                             | 2                              | 0                              | 17    | 1     |
| 2023                  | LDU Quito             | Serie A               | 24          | 0           | -                     | -                     | CS                             | 7                              | 0                              | 31    | 0     |
| 2024                  | LDU Quito             | Serie A               | 13          | 1           | -                     | -                     | RS+CL+CS                       | 2+0+2                          | 0+0+0                          | 17    | 1     |
| Sous-total            | Sous-total            | Sous-total            | 50          | 2           | 2                     | 0                     | -                              | 13                             | 0                              | 65    | 2     |
| 2024-2025             | Hull City (prêt)      | Championship          | 8           | 1           | -                     | -                     | -                              | -                              | -                              | 8     | 1     |
| Sous-total            | Sous-total            | Sous-total            | 8           | 1           | 0                     | 0                     | -                              | 0                              | 0                              | 8     | 1     |
| Total sur la carrière | Total sur la carrière | Total sur la carrière | 58          | 3           | 2                     | 0                     | -                              | 13                             | 0                              | 73    | 3     |

## Palmarès

### En club

#### LDU Quito
- Champion d'Équateur en 2023 et 2024
- Vainqueur de la Copa Sudamericana en 2023
- Finaliste de la Recopa Sudamericana en 2024